# Michael W. Young

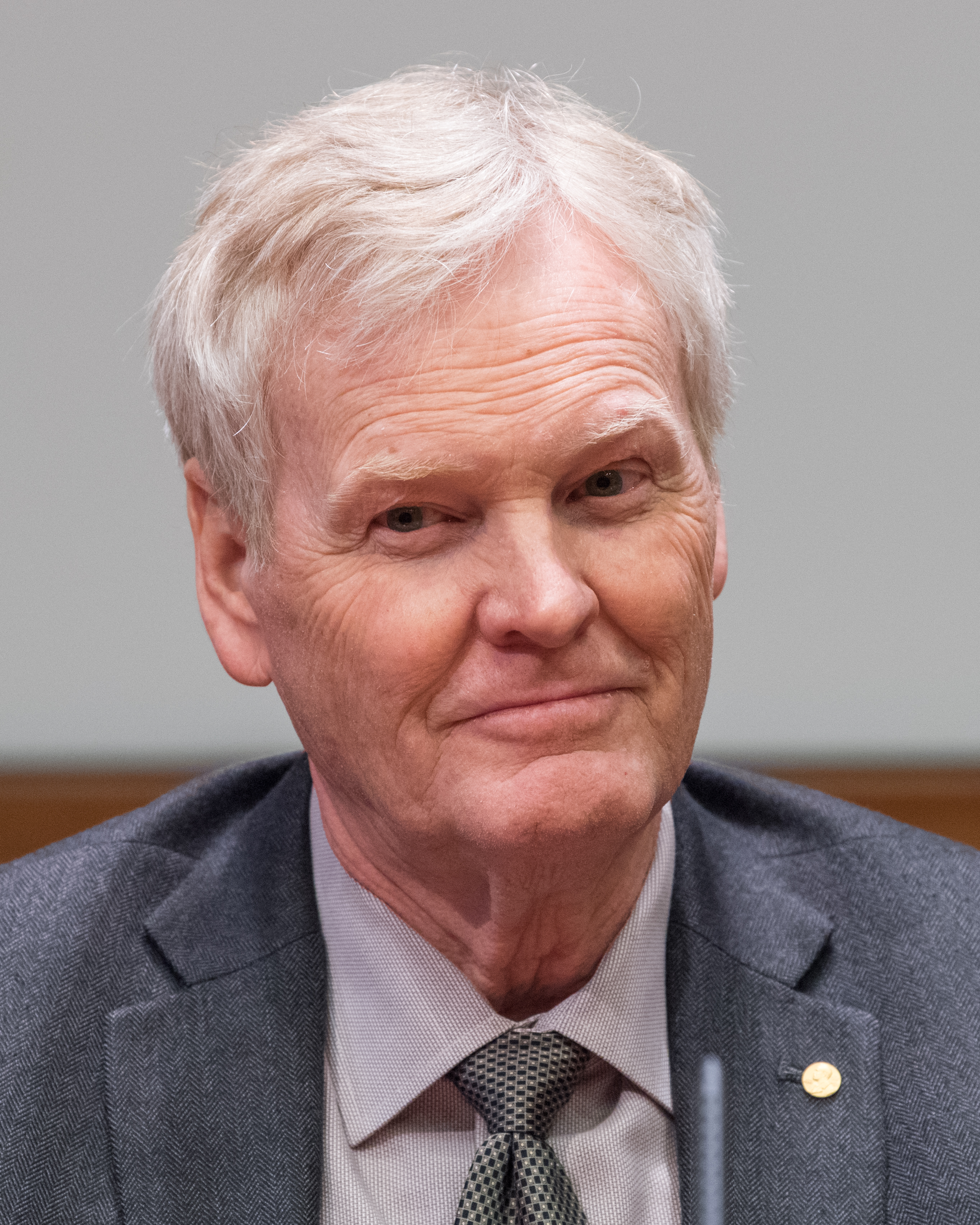
Michael Young (2017)

Michael Warren Young (* 28. März 1949 in Miami, Florida) ist ein US-amerikanischer Chronobiologe und Professor an der Rockefeller University in New York City. 2017 wurde ihm gemeinsam mit Jeffrey C. Hall und Michael Rosbash der Nobelpreis für Physiologie oder Medizin zuerkannt.

## Leben
Young wuchs in Miami und der Umgebung von Miami auf. Bereits als Kind interessierte er sich für biologische Phänomene der zirkadianen Rhythmik – exotische Blüten, die sich nachts öffnen und Vögel und Insekten, die biologische Uhren bei der räumlichen Orientierung zur Hilfe nehmen. Young schloss 1971 sein Biologiestudium an der University of Texas at Austin mit einem Bachelor ab und erwarb 1975 bei Burke Judd ebendort einen Ph.D. in Genetik. Als Postdoktorand arbeitete er bei David S. Hogness an der Stanford School of Medicine, wo er mit molekulargenetischen Methoden transponible DNA-Elemente untersuchte. 1978 wurde er Assistant Professor an der Rockefeller University in New York City, 1984 ebendort Associate Professor und 1988 ordentlicher Professor. Young ist heute (Stand 2017) weiterhin als Professor an der Rockefeller University tätig und dort auch Vice President for Academic Affairs.

## Wirken
Young gehört zu den Vorreitern der Erforschung der Molekularbiologie und der Genetik biologischer Rhythmen und forscht an der Beziehung zwischen Genen und Verhalten. Seiner Arbeitsgruppe gelang die Identifizierung zahlreicher Gene und Proteine, die an der zirkadianen Rhythmik bei Drosophila melanogaster beteiligt sind, darunter period, timeless, double-time, clock, cycle und shaggy. Als Mechanismus wurde eine negative Rückkopplung der Transkription vorgeschlagen. Die Prinzipien lassen sich dabei auf höhere Organismen und Säugetiere übertragen. Neuere Arbeiten Youngs befassen sich mit molekularen Störungen der biologischen Uhr, die zu Schlafstörungen führen. Die Chronotherapie gilt als potentielle Anwendung der Forschungsergebnisse beim Menschen. Von 1987 bis 1996 forschte er zusätzlich für das Howard Hughes Medical Institute (HHMI).

## Auszeichnungen (Auswahl)
- 2007: Mitgliedschaft in der National Academy of Sciences
- 2009: Gruber-Preis für Neurowissenschaften (mit Jeffrey C. Hall und Michael Rosbash)[6]
- 2011: Louisa-Gross-Horwitz-Preis (mit Jeffrey C. Hall und Michael Rosbash)[7]
- 2012: Canada Gairdner International Award (mit Jeffrey C. Hall und Michael Rosbash)[8]
- 2012: Massry-Preis (mit Jeffrey C. Hall und Michael Rosbash)
- 2013: Wiley Prize in Biomedical Sciences (mit Jeffrey C. Hall und Michael Rosbash)
- 2013: Shaw Prize in Medizin (mit Jeffrey C. Hall und Michael Rosbash)
- 2017: Nobelpreis für Physiologie oder Medizin (mit Jeffrey C. Hall und Michael Rosbash)
- 2018: Mitgliedschaft in der American Philosophical Society